# Федотенков, Александр Николаевич
Александр Николаевич Федотенков (род. 7 января 1959, Сельцо, Брянская область, РСФСР, СССР) — российский военачальник. Заместитель Главнокомандующего Военно-Морским Флотом (2013—2018). Командующий Черноморским флотом ВМФ России (июнь 2011 — апрель 2013), вице-адмирал (2012).

## Биография
Родился 7 января 1959 года в посёлке Сельцо Брянского района Брянской области.
В 1981 году окончил Черноморское высшее военно-морское училище имени П. С. Нахимова и был направлен для прохождения дальнейшей службы на Северный флот, где последовательно прошёл должности от инженера лаборатории базы вооружения до старшего помощника командира подводной лодки.
В 1992 году окончил Высшие специальные офицерские классы ВМФ.
В 1993 году назначен командиром подводной лодки «Б-524», в 1997 году — заместителем командира 33-й дивизии подводных лодок Северного флота.
В 2000 году окончил Военно-морскую академию имени Адмирала Флота Советского Союза Н. Г. Кузнецова.
С 2000 по 2002 год — начальник штаба 7-й дивизии подводных лодок.
С 2002 по 2005 год — командир 7-й дивизии подводных лодок Северного флота, контр-адмирал (12.12.2003).
В 2007 году окончил Военную академию Генерального штаба Вооружённых Сил Российской Федерации.
С 2007 по 2009 год — заместитель командующего Кольской флотилией разнородных сил Северного флота.
Указом Президента РФ от 8 сентября 2009 года назначен командиром Ленинградской военно-морской базы Балтийского флота.
Указом Президента РФ от 23 июня 2011 года назначен командующим Черноморским флотом.
Указом Президента РФ от 13 декабря 2012 года командующему Черноморским флотом контр-адмиралу Александру Федотенкову присвоено воинское звание «вице-адмирал».
Указом Президента РФ в апреле 2013 года вице-адмирал Александр Федотенков назначен заместителем Главнокомандующего Военно-морским флотом Российской Федерации. Освобождён от должности и уволен из вооружённых сил по достижении предельного возраста в 2018 году.
С 2018 года — советник генерального директора Санкт-Петербургского морского бюро машиностроения по военному кораблестроению.
Александр Федотенков женат, супруга — Ирина Гнусина. Есть сын.

## Награды
- Орден Мужества,
- Орден «За военные заслуги» (12.02.2016)[6]
- Орден «За службу Родине в Вооружённых Силах СССР»,
- Медали СССР,
- Медали РФ.
- Медаль «За освобождение Крыма и Севастополя» (17.03.2014) — за личный вклад в дело по возвращению Крыма в Россию[7]